# Dick Danello
Dick Danello, de son nom civil Filippo D'Anello (né le 29 janvier 1947 à Belvedere Marittimo en Italie), est un chanteur, compositeur, producteur italien naturalisé brésilien.

## Biographie
Filippo D'Anello est né à Belvedere Marittimo, une ville de Calabre, en Italie. Il commence à chanter dès l'enfance au Convento dei Cappuccini, peu avant d'immigrer au Brésil en 1955. Il commence sa carrière de chanteur professionnel en 1964, déjà sous le nom de Dick Danello, avec l'album Reino da Juventude, publié par le disc jockey Antônio Aguilar et comprenant Sérgio Reis, Os Vips, Marcos Roberto et d'autres artistes émergents.
En 1965, il enregistre son premier EP sur Gravodisc à Santos, avec l'orchestre Élcio Alvarez et le groupe vocal Eloá. La même année, il entre dans les hit-parades de São Paulo et Rio de Janeiro avec l'album Quando Vedrai La Mia Ragazza, qui atteint la dixième place. Son groupe d'accompagnement devient The Jet Blacks, avec le guitariste Bobby de Carlo et le groupe vocal Titulares do Ritmo.
Au cours des années suivantes, il sort plusieurs albums à succès, tels que Nessuno Mi Può Giudicare, un morceau de Caterina Caselli qui a remporté le festival de Sanremo en 1966, Bisogna Saper Perdere, avec des arrangements du maestro Edmundo Peruzzi, Il Mondo non è per me, produit par Tony Campello, Leylan, en partenariat avec Terry Winter, et d'autres succès qui ont marqué les années 1960 au Brésil.
En 1969, avec Sérgio Murilo, Demétrius, Agostinho dos Santos et d'autres artistes, il sort un album de chansons de Noël considéré comme culte, Natal Feliz, sur le label Continental.
Au début des années 1970, en tant qu'artiste établi, il commence à jouer dans des films et à participer à des comédies musicales en tant qu'acteur et chanteur. En 1971, il compose la bande originale et joue dans le premier film de Didi e Dedé, A Ilha dos Paqueras, réalisé par Fauzi Mansur. Il compose également la bande originale et joue dans le premier film du célèbre réalisateur Carlos Reichenbach, Corrida em Busca do Amor, aux côtés de David Cardoso.
En 1972, il participe à l'opéra-rock Jesus Christ Superstar d'Andrew Lloyd Webber et Tim Rice en tant qu'acteur et chanteur, lorsque la pièce est présentée au Brésil.
Il a composé des bandes-son pour plus de 30 films et feuilletons, dont le morceau Passion Love Theme, qui fait partie de la telenovela Fogo sobre Terra de TV Globo  et a connu un grand succès auprès de divers artistes tels que Altemar Dutra et Moacyr Franco. Il a aussi été très actif dans la production musicale et la composition de bandes-son pour des films du cinéma Boca do Lixo à São Paulo, participant également en tant que compositeur de bandes sonores pour plusieurs films pornochanchada classiques, tels que le premier film de Vera Fischer, Sinal Vermelho - as Fêmeas, avec le groupe Magnetic Sounds. Il sort également son premier livre intitulé Grazie Musica.

## Discographie

### Albums studio
- 1964 : O Reino da Juventude
- 1969 : Natal Feliz
- 1969 : As 14 Pr'a Frente vol. V
- 1969 : As 14 Pr'a Frente vol. VI
- 1970 : As 14 Pr'a Frente vol. VII
- 1975 : Nostalgia alla Italiana
- 1983 : Parlando d'amore
- 1988 : L'italiano
- 1990 : Parlando d'amore
- 1993 : Tuttosanremo I
- 1994 : Tuttosanremo II
- 1999 : 20 successi italiani
- 2004 : Cuore italiano
- 2009 : Nelcuorenellanima
- 2014 : Rock italiano
- 2015 : Temas da Boca do Lixo
- 2015 : Italian Highway
- 2016 : The Lost Sessions

### Bandes-son
- 1970 : A Ilha dos Paqueras
- 1971 : Uma Verdadeira História de Amor
- 1972 : Sinal Vermelho - as Fêmeas
- 1972 : Corrida em Busca do Amor
- 1973 : Os ossos do barão
- 1974 : Gente que Transa
- 1974 : Fogo sobre Terra
- 1975 : Núpcias Vermelhas
- 1976 : Sócias do Prazer

### EP
- 1965 : EP Dick Danello
- 1969 : 4 Sucessos Nacionais
- 1969 : 4 Sucessos Internacionais
- 1971 : Passion Love Theme
- 1974 : Núpcias Vermelhas
- 1974 : 4 pezzi di successo
- 1975 : Angela's Love Theme

### Singles
- 1965 : Quando vedrai la mia ragazza / Bussicabombaio
- 1965 : Ogni mattina / Non aspetto nessuno
- 1966 : Nessuno mi può giudicare / Parlami di te
- 1967 : Bisogna saper perdere / Il mondo non è per me
- 1968 : Poesia / Da bambino
- 1969 : Zingara / Lontano dagli occhi
- 1969 : Leylan / Já Não Existe Mais
- 1970 : Chi non lavora non fa l'amore / La prima cosa bella
- 1971 : Il cuore è uno zingaro / Poetica no. 1
- 2017 : Santo Natale
- 2018 : Un Altro Giorno Senza Te